# Boston Bolts
El FC Boston Bolts (USL2) es un equipo de fútbol semiprofesional de los Estados Unidos que juega en la USL League Two, la cuarta división de fútbol en el país.

## Historia
Fue fundado en el año 2015 en la ciudad de Boston, Massachusetts luego de la fusión de los equipos Scorpions SC y FC Greater Boston Bolts (ambos fundados en 1986) con tal de contar con los mejores jugadores de la región de Nueva Inglaterra, aunque sus secciones en masculino y femenino conservan algo de los equipos origonales, ya que el club varonil es conocido como Bolts y el femenil Scorpions.
El club tiene un convenio de afiliación con el AS Roma de Italia, así como secciones en futsal y en categorías menores.

## Clubes Afiliados
- AS Roma (2015-)[3]